# Adobe Photoshop
Adobe Photoshop er et avanceret billedbehandlingsprogram, som mest af alt henvender sig til den professionelle fotograf. Som 'almindelig' fotograf kan man dog også bruge Photoshop til mange formål. Adobe Photoshop har nærmest monopol blandt professionelle. Blandt semi-professionelle og ikke professionelle bliver det gratis program GIMP ofte anvendt. Adobe har som modsvar til dette udviklet Adobe Photoshop Elements, som er en neddroslet udgave af Photoshop og til en meget billigere indkøbspris.
Photoshop er først og fremmest beregnet til pixelgrafik, men indeholder mange funktionaliteter som kendes fra egentlige vektorgrafikprogrammer som Adobe Illustrator. F.eks. kan der tegnes kurver der kan bruges som maske, fritlægning eller omdannes til markeringer (engelsk: ”selections” ) og kan bearbejdes uafhængigt af resten af billedet, ligesom tekstfunktionen er kendt fra adskillige tekstbehandlingsprogrammer.
En væsentligt funktion i programmet er arbejdet i lag, farvekanaler og alfakanaler. Det er muligt at have flere billeder, dele af billeder, tekst og tegning i samme dokument som gennem lagfunktioner på forskellig måde kan bearbejdes individuelt, blandes sammen og f.eks. gøres mere eller mindre gennemsigtige. Kombineret med et stort antal filtre, lys/kontrast og farvejusteringsmuligheder giver det utallige muligheder for billedmanipulation. Ud over det rummer programmet værktøjer til kloning, skarphed, maling, beskæring, farveforløb, afmaskning, makroer (dansk: handlinger, engelsk: Actions) og meget mere.
Adobe Photoshop er udformet så det, især i AdobeCS (Creative Suite) kan arbejde tæt sammen med andre af Adobes programmer; fx Adobe InDesign og Adobe Illustrator.
På grund af Adobe Photoshops høje popularitet og pris er det hyppigt piratkopieret.

## Versioner
| Version                    | Platform                                         | Kodenavn                           | Frigivelsesdato |
| -------------------------- | ------------------------------------------------ | ---------------------------------- | --------------- |
| 1.0                        | Mac OS                                           |                                    | Februar 1990    |
| 2.0                        | Mac OS                                           | Fast Eddy                          | Juni 1991       |
| 2.0.1                      | Mac OS                                           |                                    | Januar 1992     |
| 2.5                        | Mac OS                                           | Merlin                             | November 1992   |
| 2.5                        | Windows                                          | Brimstone                          | November 1992   |
| 2.5.1                      | Mac OS                                           |                                    | 1993            |
| 3.0                        | Mac OS                                           | Tiger Mountain                     | September 1994  |
| 3.0                        | Windows, IRIX, Solaris                           |                                    | November 1994   |
| 4.0                        | Mac OS, Windows                                  | Big Electric Cat                   | November 1996   |
| 4.0.1                      | Mac OS, Windows                                  |                                    | August 1997     |
| 5.0                        | Mac OS, Windows                                  | Strange Cargo                      | Maj 1998        |
| 5.0.1                      | Mac OS, Windows                                  |                                    | 1999            |
| 5.5                        | Mac OS, Windows                                  |                                    | Februar 1999    |
| 6.0                        | Mac OS, Windows                                  | Venus in Furs                      | September 2000  |
| 6.0.1                      | Mac OS, Windows                                  |                                    | March 2001      |
| 7.0                        | Mac OS/Mac OS X, Windows                         | Liquid Sky                         | Marts 2002      |
| 7.0.1                      | Mac OS/Mac OS X, Windows                         |                                    | August 2002     |
| CS (8.0)                   | Mac OS X, Windows                                | Dark Matter                        | Oktober 2003    |
| CS2 (9.0)                  | Mac OS X, Windows                                | Space Monkey                       | April 2005      |
| CS3, CS3 Extended (10.0)   | Universal Mac OS X, Windows                      | Red Pill                           | April 2007      |
| CS4, CS4 Extended (11.0.1) | Universal Mac OS X, Windows, Windows (64-bit)    | Stonehenge                         | Oktober 2008    |
| CS5, CS5 Extended (12.0)   | Mac OS X, Windows XP SP3 or newer                | White Rabbit                       | April 2010      |
| CS6, CS6 Extended (13.0)   | Mac OS X, Windows XP SP3 or newer                | Superstition                       | Maj 2012        |
| CC (14.0)                  | Mac OS X, Windows XP or newer                    | Lucky 7                            | Juni 2013       |
| CC 2014 (15.0)             | Mac OS X, Windows Vista or newer                 | Single Malt Whiskey Cat            | Juni 2014       |
| CC 2015 (16.0)             | Mac OS X, Windows Vista or newer                 | Dedicated to Thomas and John Knoll | Juni 2015       |
| CC 2015.5 (17.0)           | Mac OS X, Windows Vista or newer                 | Haiku                              | Juni 2016       |
| CC 2017 (18.0 )            | Mac OS X, Windows Vista or newer                 | Big Rig                            | November 2016   |
| CC 2018 (19.0.0)           | Mac OS X El Capitan or newer, Windows 7 or newer | White Lion                         | Oktober 2017    |

## Eksempler
- Originalt billede
- Redigeret i Photoshop
- Originalt billede
- Redigeret i Photoshop